# VIII. Armee-Korps (Deutscher Bund)
Das VIII. Armee-Korps war ein gemischtes Korps des Heeres des Deutschen Bundes, das aus den Kontingenten Württembergs, Badens und Hessens gebildet wurde. Bis 1830 gehörten auch die Kontingente aus Hohenzollern-Sigmaringen, Hohenzollern-Hechingen und Liechtenstein zum Korps.

## Organisation
Das Korps sollte erst bei Mobilmachung zusammentreten. Im Frieden waren ihm keine bestimmten Truppenteile fest zugeordnet, lediglich die Stärken der einzelnen Kontingente waren festgelegt.
Die Kommandanten der gemischten Korps waren gemäß einer Vereinbarung der beteiligten Staaten zu ernennen. Ebenso setzten die Einzelstaaten die Befehlshaber der nachgeordneten Verbände ein.
Die Zersplitterung des Bundesheeres machte auch vor diesem Korps nicht halt. Einheitliche Reglements gab es nicht, die Dienstgradbezeichnungen wichen ebenso voneinander ab wie „die Beförderungsvorschriften, die Löhne und Gehälter, die Verpflegungssätze, die Normen des allgemeinen Dienstbetriebes und die Handhabung der Militärjustiz, unterschiedlich auch die Dienstzeit und das Ersatzwesen. … noch im Jahre 1859 war das württembergische Angriffssignal gleich dem badischen Rückzugssignal.“ Nur beim VIII. Armee-Korps hatte man Übereinkünfte zur Einführung gleicher Kaliber und gemeinsamer Manöver getroffen.

### Gliederung
Das Korps hatte einen Sollbestand von zwei Divisionen zu je zwei Brigaden mit je zwei Regimentern.

### Stärke
Die Stärken der Kontingente sollten betragen.
| Bundesstaaten    | Truppenteile | Gesamt   | Jäger | Infanterie | Kavallerie | Artillerie | Pioniere | Geschütze |
| ---------------- | ------------ | -------- | ----- | ---------- | ---------- | ---------- | -------- | --------- |
| Württemberg      | Teile        | 0 13.955 |       | 0 10.826   | 0 1.994    | 0 1.145    |          | 0 18      |
| Baden            | Teile        | 0 10.000 |       | 0 7.751    | 0 1.429    | 0 820      |          | 0 20      |
| Hessen-Darmstadt | Teile        | 0 6.195  |       | 0 4.820    | 0 885      | 0 508      |          | 0 12      |

Bis 1830 gehörten dazu
| Bundesstaaten            | Truppenteile | Gesamt | Jäger | Infanterie | Kavallerie | Artillerie | Pioniere | Geschütze |
| ------------------------ | ------------ | ------ | ----- | ---------- | ---------- | ---------- | -------- | --------- |
| Hohenzollern-Sigmaringen | 2 Kompanien  | 0 356  |       | 0 356      |            |            |          |           |
| Hohenzollern-Hechingen   | 1 Kompanie   | 0 155  |       | 0 155      |            |            |          |           |
| Liechtenstein            | 1 Zug        | 0 55   |       | 0 55       |            |            |          |           |

## Teilnahme an Kriegen
Im Schleswig-Holsteinischen Krieg (1848–1851) und bei der Bekämpfung der Badischen Revolution waren nicht das ganze Korps, sondern nur einzelne Truppenteile der kontingentstellenden Staaten eingesetzt (Neckar-Korps).
Die Mobilmachungen anlässlich des Krimkrieges 1855 und vor allem die des oberitalienischen Krieges 1859 erwiesen sich als Desaster. „Herrschte schon im Stuttgarter Hauptquartier des VIll. Armeekorps der bedrückendste Dilettantismus, so galt das von der Truppe mit ihrer geringen Zahl ausgebildeter oder gar brauchbarer Dienstgrade erst recht. Die mobilgemachte Armee präsentierte sich als verrostetes Durcheinander. Obwohl sie statt der bundesseitig geforderten vier Wochen für die Mobilmachung schon ein Vierteljahr aufwenden musste, war sie auch dann nur bedingt kriegsbereit.“

### Im Deutschen Krieg 1866
Im Deutschen Krieg war das Korps am Mainfeldzug beteiligt. Bereits die Ernennung des Oberbefehlshabers des VIII. Armeekorps führte 1866 zu Konflikten zwischen den Verbündeten. Sowohl Prinz Wilhelm von Baden (der jüngere Bruder von Großherzog Friedrich), als auch Prinz Friedrich von Württemberg (ein Cousin des württembergischen Königs) bewarben sich um das Kommando. Österreich wollte den Posten jedoch mit einem eigenen Parteigänger besetzen und drängte den Verbündeten den in österreichischen Diensten stehenden k.k. Feldmarschalleutnant Alexander von Hessen-Darmstadt auf, der schließlich notgedrungen akzeptiert wurde, nachdem ihn Österreich vom österreichischen Fahneneid entbunden hatte. Die Ernennung erfolgte dann am 14. Juni 1866 durch den König Karl I. von Württemberg, dem formal das turnusmäßige Recht zur Ernennung zustand. Alexander erhielt seine Ernennung am 16. Juni und wurde am 18. Juni in Darmstadt vereidigt. Nach seinen eigenen Worten hatte er das Kommando „Mit sehr geringer Hoffnung und nur höchst ungern..“ angenommen. Generalstabschef wurde der württembergische Generalleutnant Fidel von Baur-Breitenfeld. Das Armeekorps war erst am 9. Juli (also etwa eine Woche nach der kriegsentscheidenden Schlacht bei Königgrätz) vollzählig. Nachdem dem VIII. Korps auch noch die Truppen des Kurfürstentums Hessen, des Herzogtums Nassau, sowie eine österreichische Brigade zugewiesen wurden, waren Verbände von 6 souveränen Staaten in diesem Großverband zusammengefasst. Bereits am 9. August – nach missglücktem und verlorenem Feldzug – legte Alexander sein Kommando nieder und sah sich genötigt, sein Feldzugsjournal zu veröffentlichen, um sich gegen die vielfältigen Angriffe wegen seiner Kommandoführung zu wehren. Das Korps sollte zusammen mit dem VII. Armeekorps des Bundes, das gänzlich von der bayerischen Armee gebildet wurde, die westdeutsche Armee bilden. Diese stand seit dem 28. Juni 1866 unter dem Oberkommando des bereits 71-jährigen Prinzen Karl von Bayern. Generalstabschef war Ludwig von der Tann-Rathsamhausen – ein Gegner des deutschen Bruderkrieges.
Am 1. Juni 1866 trafen in München Militärvertreter der süddeutschen Mittelmächte zusammen, wobei Baden, Württemberg und Hessen-Darmstadt etwa 45 000 Mann für den Feldzug zusagten – tatsächlich wurden später von diesen Bundesstaaten nur ca. 35 000 Mann aufgeboten und dies statt Mitte Juni erst Anfang August. Nach der Schlacht bei Königgrätz fehlte dann vollständig der Wille zum einheitlichen Handeln, so dass der Mainfeldzug von Beginn an verloren war und die Gefechte bei
Frohnhofen, Aschaffenburg, Hundheim, Tauberbischofsheim, Werbach und Gerchsheim waren nur noch Begleitmusik zu den allenthalben schon eingeleiteten Bemühungen um einen Waffenstillstand, wobei jede der Mittelmächte nur ihre eigenen Interessen verfolgte.
Gleichwohl beliefen sich die Verluste des Korps auf insgesamt 402 Tote, 1439 Verwundete, 118 Gefangene und 2444 Vermisste, wobei in der Zahl der Vermissten auch noch eine größere Anzahl von Toten enthalten sein dürfte.
Ordre de Bataille des VIII. Bundes-Armee-Korps in zeitgenössischer Darstellung:

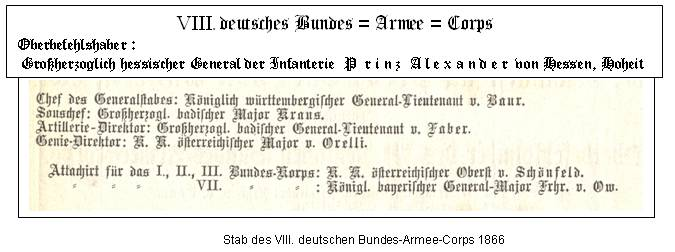
Stab VIII. Bundes-Armee-Korps 1866
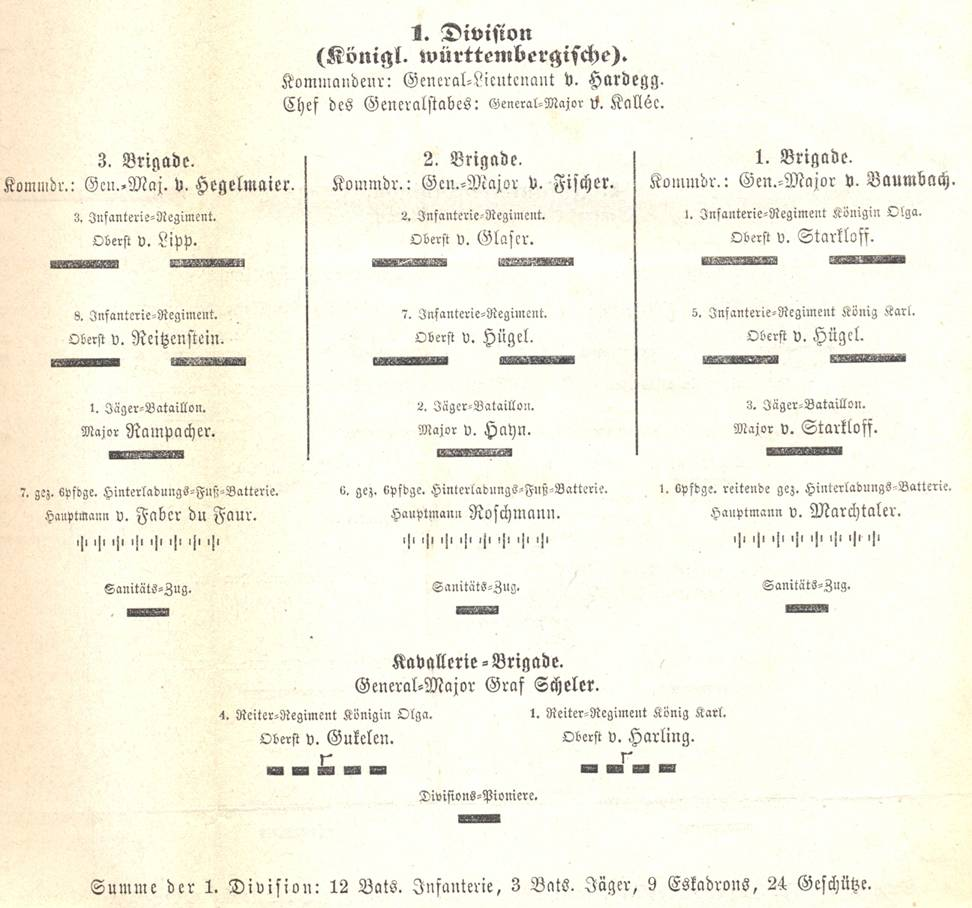
1. (württ.) Division im VIII. Bundes-Armee-Korps 1866
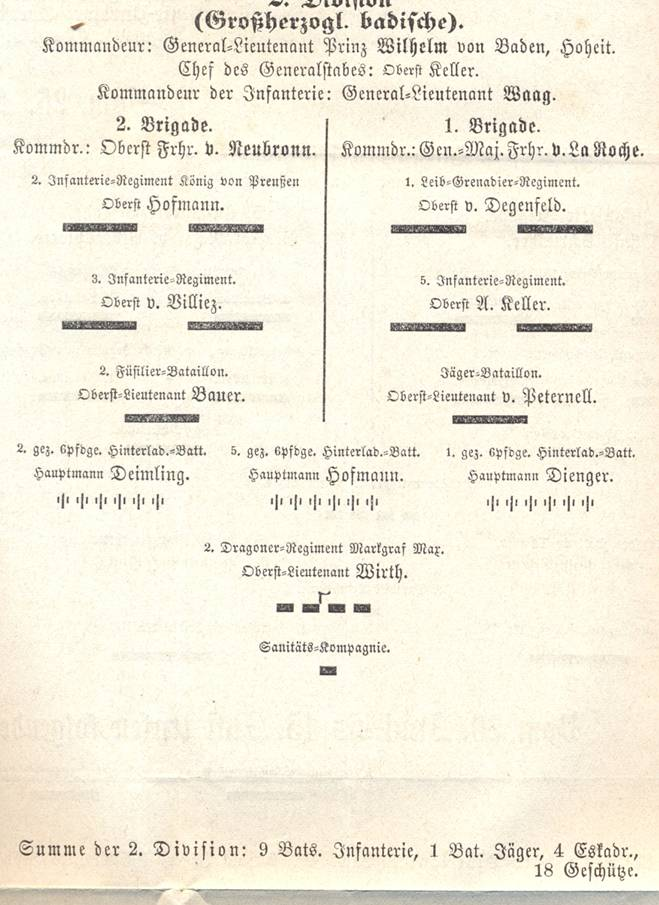
2. (bad.) Division im VIII. Bundes-Armee-Korps 1866
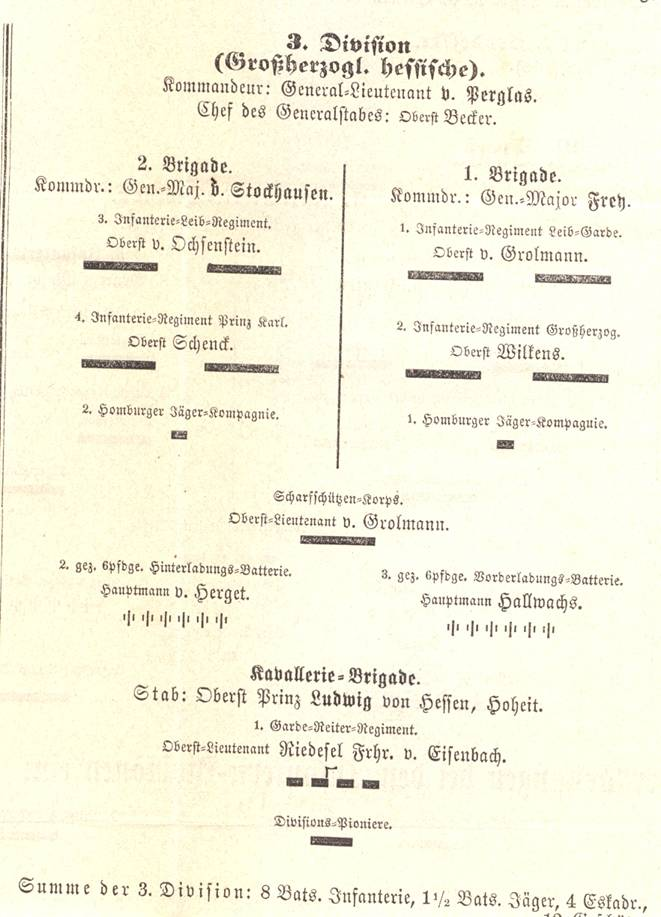
3. (hess.) Division im VIII. Bundes-Armee-Korps 1866
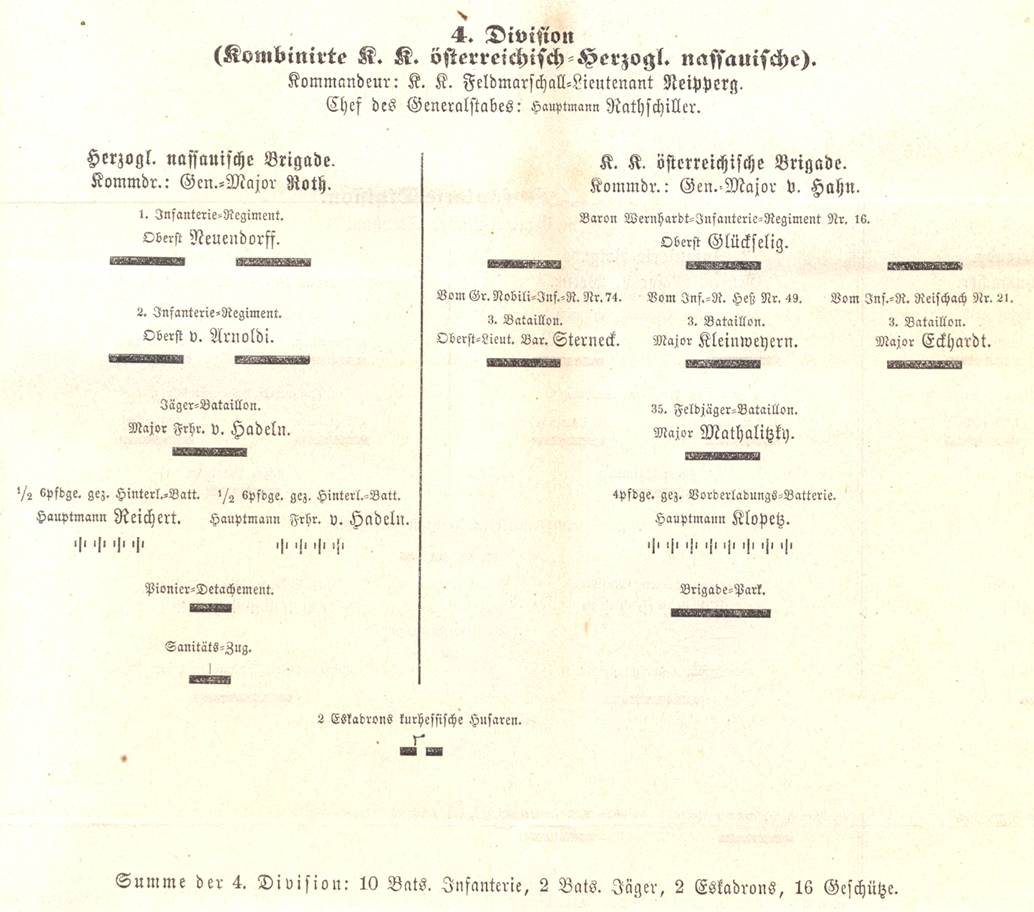
4. (kombinierte) Division im VIII. Bundes-Armee-Korps 1866
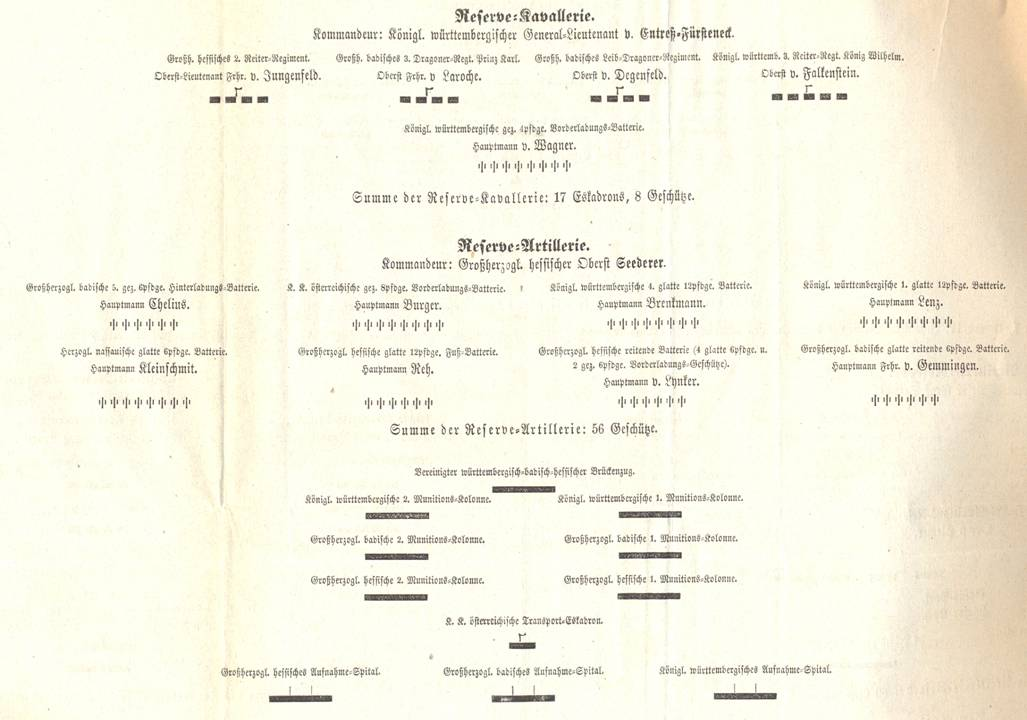
Reserve-Kavallerie und Reserve-Artillerie im VIII. Bundes-Armee-Korps 1866

## Verweise